# Khai yat sai
Le khai  yat sai (thaï : ไข่ยัดไส้) est un type d'omelette farcie de la cuisine thaïlandaise.

## Préparations
Les œufs sont légèrement cuits et garnis de divers ingrédients (tels que du bœuf ou du porc haché, des petits pois, de l'oignon, de la ciboule, des carottes, des tomates, des champignons), assaisonné de sauce de poisson et/ou de sauce d'huître, puis l'omelette est repliée.